# Segertoner (1988)
Segertoner är den svenska pingströrelsens sångbok eller psalmbok, utkommen i gradvis utökade versioner sedan 1914. Kommittén för Segertoner 1988 bestod av ordförande Karl-Erik Heinerborg, projektledare Lennart Jernestrand och sekreterare Agne Ravik. Ledamöterna i kommittén bestod av Gun-Britt Holgersson, Olof Holmgren, Christer Hultgren, Anders Jaktlund, Barbro Törnberg-Karlsson, Richard Niklasson, Göran Stenlund och Elon Svanell. Musikgruppen i kommittén bestod av ordförande Lennart Jernestrand, Ruben Fridolfson, Lars-Erik Holgersson, Åke Olson och Svante Widén.

## Innehåll
- Psalm 1–325 i den ekumeniska psalmboken
- Nummer 326–695 i Segertoner (1988)

### Fotnoter
1. ↑  Heinerborg, Karl-Erik; Jernestrand, Lennart (1988). Segertoner melodisångbok. Stockholm: Förlaget Filadelfia. Libris 911558